# Pedro Gómez Barroso de Toledo
Para otros personajes de nombre similar, véase Pedro Gómez Barroso.
Pedro Gómez Barroso o Pedro de Toledo (Toledo, c. 1331 - Umbrete, 1390) fue un eclesiástico español, sucesivamente obispo de Osma 
y de Cuenca 
y arzobispo de Sevilla.
| Predecesor: Lorenzo Pérez                | Obispo de Osma 1367 – 1372       | Sucesor: Juan García Palomeque    |
| Predecesor: Bernal Zafón                 | Obispo de Cuenca 1373 – 1378     | Sucesor: Nicolás de Biedma        |
| Predecesor: Fernando Álvarez de Albornoz | Arzobispo de Sevilla 1379 – 1390 | Sucesor: Gonzalo de Mena y Roelas |